# Virgílio dos Anjos
Virgílio dos Anjos (Kampfname: Sihik Ular oder Ular Rihik; * 14. Mai 1953 in Viqueque, Portugiesisch-Timor; † 6. Januar 2010 in Dili, Osttimor) war ein osttimoresischer Guerilliero der FALINTIL, die gegen die indonesischen Besatzer kämpfte.

## Herkunft
Anjos stammt aus einer timoresischen Adelsfamilie in der heutigen Gemeinde Viqueque. Sein Vater Celestino, ein Stammesführer, kämpfte auf Seiten der Australier gegen die Japaner in der Schlacht um Timor im Zweiten Weltkrieg. Als einziger Timorese erhielt Celestino dos Anjos 1945 eine Loyal Service Medal durch General Thomas Blamey, die ihm aber aufgrund administrativer Ineffizienz erst im Februar 1972 überreicht wurde. Außerdem sprang Celestino dos Anjos als einziger Timorese mit dem Fallschirm unter Gefechtbedingungen über Timor ab. Zusammen mit zwei australischen Offizieren sollte er 1943 nach Abzug der Hauptkräfte der Australier Aufklärungsarbeit auf der Insel leisten. Zwei Monate gelang es ihnen der japanischen Verfolgung zu entgehen. Einer der Offiziere, Captain Arthur Stevenson, hielt Kontakt mit der Familie bis zur indonesischen Invasion 1975.

## Leben
Als Kind besuchte Virgilo dos Anjos die Schule in Ossu. Danach arbeitete er kurze Zeit als Hilfslehrer, bevor er als Unteroffizier in die portugiesische Armee eingezogen wurde. Im August 1975 kämpfte Anjos auf Seiten der konservativen UDT, die bei ihrem Putschversuch der linksgerichteten FRETILIN unterlag. Beim Einmarsch der Indonesier wenige Monate später schloss sich Anjos aber der FALINTIL, dem bewaffneten Arm der FRETILIN an und kämpfte gegen die Invasoren.
Am 8. August 1983 griffen Einheiten der FALINTIL, zusammen mit lokalen Ratih unter dem Kommando von Virgilio dos Anjos den indonesischen Militärposten in Kraras an. 14 Soldaten des 9. Combat Engineering Battalion (Zipur 9) kamen ums Leben, nur ein oder zwei Soldaten gelang die Flucht. Als Vergeltung brannten die indonesischen Soldaten das Dorf Kraras nieder und töteten nach Angaben der Katholischen Kirche im Kraras-Massaker 287 Menschen. Unter den von den Indonesiern Hingerichteten waren auch Celestino dos Anjos und Virgilios schwangere Frau Hare Kaik, die am 27. September 1983 getötet wurden.
1999 zog sich Indonesien schließlich auf internationalem Druck aus Osttimor zurück. Anjos beteiligte sich im seit 2002 unabhängigen Osttimor beim Aufbau der Verteidigungskräfte Osttimors (F-FDTL) unter der Führung vom militärischen Oberbefehlshaber Taur Matan Ruak. Anjos erhielt den Rang eines Majors. Am 6. Januar 2010 kollabierte er in seinem Haus in Manleuana (Dili) und starb auf dem Weg zum Krankenhaus. Postum erhielt Anjos den Rang eines Obersts und wurde auf dem Nationalen Heldenfriedhof in Metinaro beigesetzt. Bei der Trauerfeier für den populären Freiheitskämpfer in der Kathedrale von Dili war unter den vielen Trauergästen auch die politische Führung des Landes. Am 20. Mai 2019 wurde Anjos posthum der Ordem de Timor-Leste (Collar) verliehen.
Virgilio dos Anjos hinterließ seine Frau Judite, fünf Kinder und seine Mutter Madalena.